# Brosnodraken
Brosnodraken, på ryska kallad Brosnija, är ett sjöodjur som sägs leva i Brosnosjön i västra Ryssland. Den finns omtalad från åtminstone 1200-talet fram tills idag. Varelsen sägs likna en dinosaurie eller en drake.

## Legender
Rykten om en underlig, stor varelse i sjön skall ha varit i omlopp i flera sekel. Enligt en legend räddades Novgorod från en tatar-mongolisk invasion på 1200-talet genom att invasionsarmén, som hade stannat för att rasta vid sjön, överraskades av ett monster som började sätta i sig både hästar och soldater och skrämde hela armén på flykten. Gamla legender talar också om en enorm mun som har ätit fiskare som har varit ute på sjön.
Det finns berättelser om odjuret från så sen tid som andra världskriget, då det sägs ha slukat ett tyskt flygplan. Även folk som bor i trakten i våra dagar påstår sig ha sett monstret och säger att det vänder båtar uppochned och att människor har försvunnit genom att de har tagits av Brosnodraken.

## Synpunkter
Många är skeptiska till påståendet att det skall finnas någon Brosnodrake. Man har gissat på att vad folk har sett i själva verket har varit en bäver eller en stor gammal gädda. Det har också påpekats att vildsvin och älgar som ibland simmar i sjön kan misstolkas för något annat än vad det egentligen är. Det finns också teorier om gasbildningar i sjöbottnen som ger upphov till bubblande vatten och rökutveckling som kan tolkas som något levande. Det har också påpekats från fiskare, att sjön har en fauna som är atypisk för en insjö, vilket beror på säregna skiktningar i vattnet.